# Ida Pellet

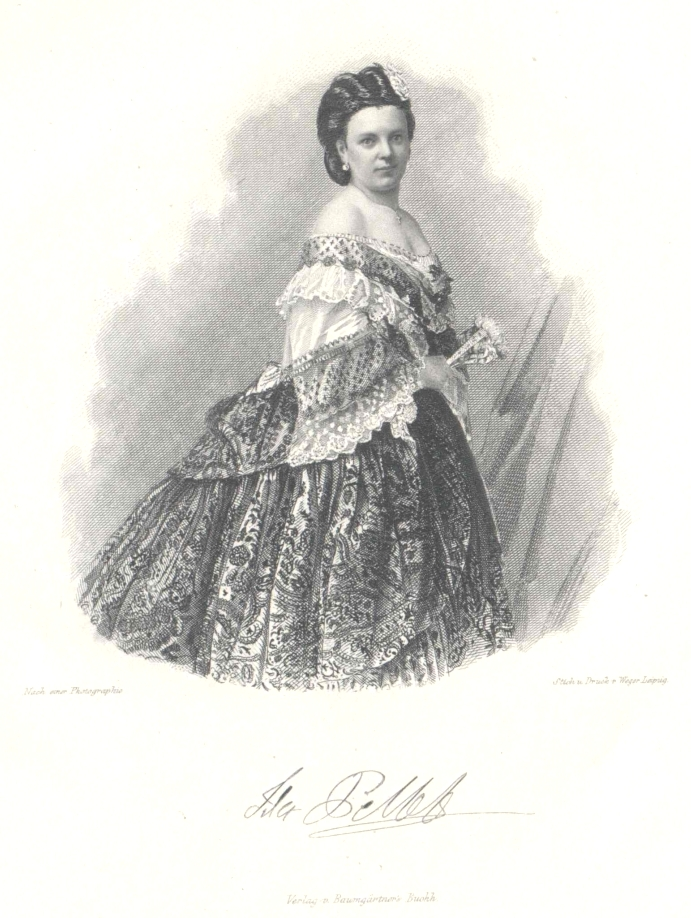
Ida Pellet, Lithografie von August Weger

Ida Pellet (* 1837 in Linz, Oberösterreich; † 10. Juli 1863 in Leipzig) war eine deutsche Schauspielerin österreichischer Herkunft.

## Leben
Ida Pellet war die Tochter des Theaterdirektor Joseph Pellet, von dem sie auch ihren ersten künstlerischen Unterricht erfuhr. Durch ihren Vater konnte sie schon als Kind als Schauspielerin debütieren. Anschließend bekam sie die Möglichkeit zu kurzen Gastspielen an den Theatern von Lemberg, Nürnberg und Wien (Carltheater).
Im Anschluss daran kam sie 1854 für vier Jahre am Stadttheater Stettin unter Vertrag. Im Sommer 1858 wurde Pellet nach Wiesbaden ans dortige Hoftheater engagiert. Als im November 1860 Lina Fuhr das königliche Hoftheater in Berlin verließ, wählte man Pellet als deren Nachfolgerin.
Während eines Gastspiels am Stadttheater in Leipzig erkrankte Pellet und war am  26. Juni 1863 in ihrer letzten Rolle als „Anna Liese“ zu sehen. Sie starb am 10. Juli 1863 im Alter von 26 Jahren in Berlin und fand dort auch ihre letzte Ruhestätte.

## Nachruf
„Ida Pellet ist unzweifelhaft eine der berufensten, talentvollsten Darstellerinnen neuerer Zeit gewesen. Schönheit, Anmut, liebliche Gebärde, Auffassungsgabe und ein Zauber der Sprache, ein Klang der Stimme, der tief zum Herzen drang. Wer sie im 5. Akt der „Maria Stuart“ gesehen, wird beistimmen. Sie war noch nicht auf der höchsten, ihr erreichbaren Stufe der Künstlerschaft. Doch ragte sie schon weit hervor mit feurigem Streben. Da brach der Tod in seiner schleußlichen Gestalt das Schöne, jugendliche Dasein mitten in vollster Blüte“

## Rollen (Auswahl)
- Johanna – Die Jungfrau von Orléans (Friedrich Schiller)
- Käthchen – Das Käthchen von Heilbronn (Heinrich von Kleist)
- Maria Stuart – Maria Stuart (Friedrich Schiller)
- Leonore – Torquato Tasso (Johann Wolfgang von Goethe)
- Gretchen – Faust. Eine Tragödie (Johann Wolfgang von Goethe)
- Clärchen – Egmont (Johann Wolfgang von Goethe)
- Krimhilde – Die Nibelungen (Friedrich Hebbel)
- Anna Liese – Die Anna Liese (Hermann Hersch)